# Stictolampra pascoei
Stictolampra pascoei är en kackerlacksart som beskrevs av Hanitsch 1931. Stictolampra pascoei ingår i släktet Stictolampra och familjen jättekackerlackor. Inga underarter finns listade i Catalogue of Life.